# Hemidactylus festivus
Hemidactylus festivus es una especie de gecos de la familia Gekkonidae.

## Distribución geográfica yhábitat
Es endémica del sur de Omán y el este de Yemen. Su rango altitudinal oscila entre 586 y 670 m s. n. m..